# 薩德基 (喬爾特基夫區)
48°51′2″N 25°33′46″E / 48.85056°N 25.56278°E
薩德基（羅馬化：Sadky）是位於烏克蘭西部特諾皮爾州喬爾特基夫區托夫斯泰市鎮的村莊，處於朱林河右岸，距離科什利夫齊2公里，始建於1469年，面積14.45平方公里，2001年人口1,040。